# 瓦維納鎮區 (明尼蘇達州艾塔斯卡縣)
瓦維納鎮區（英語：Wawina Township）是位於美國明尼蘇達州艾塔斯卡縣的一個行政鎮區。

## 地方資料
瓦維納鎮區的面積為94.65平方千米，當中陸地面積為94.61平方千米，而水域面積為0.04平方千米。根據2020年美國人口普查的數據，當地共有人口85人，而人口密度為每平方千米0.9人。